# Hartland (hrabstwo Somerset)
Hartland – jednostka osadnicza w Stanach Zjednoczonych, w stanie Maine, w hrabstwie Somerset.